# كينيث كوكس
كينيث كوكس (بالإنجليزية: Kenneth Cox)‏ هو سياسي أمريكي، ولد في 8 أكتوبر 1928 في أوهايو في الولايات المتحدة. حزبياً، نشط في الحزب الديمقراطي.